# Mike Kelly (politico statunitense)
George Joseph Kelly , Jr., detto Mike (Pittsburgh, 10 maggio 1948), è un politico statunitense, membro della Camera dei Rappresentanti per lo stato della Pennsylvania.

## Biografia
Nato a Pittsburgh, dopo gli studi all'Università di Notre Dame Kelly lavorò nella concessionaria d'auto di proprietà del padre e successivamente prese le redini dell'attività.
Entrato in politica con il Partito Repubblicano, fu attivo a livello locale e per alcuni anni fu consigliere comunale del suo paese.
Nel 2010 si candidò alla Camera dei Rappresentanti per il seggio occupato dalla democratica Kathy Dahlkemper, in carica da un solo mandato. Anche beneficiando dell'ondata elettorale di quell'anno, molto favorevole ai repubblicani, Kelly riuscì a sconfiggere con un largo margine la Dahlkemper e divenne deputato.
Ideologicamente Kelly è un repubblicano molto conservatore ed è un esponente del Tea Party.